# 大磯ロングビーチ

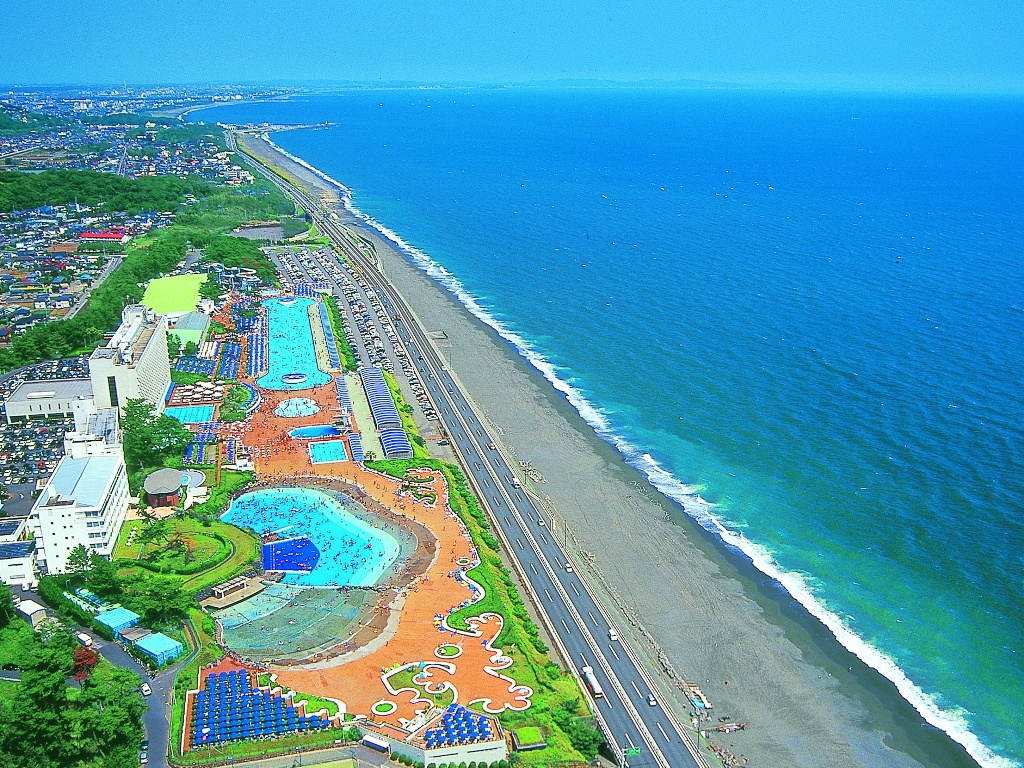
大磯ロングビーチ全景

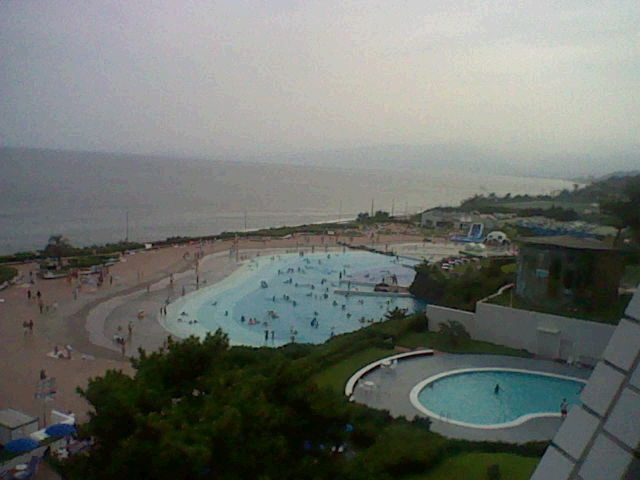
大磯ロングビーチ 波のプール(プリンスホテル内から)

大磯ロングビーチ（おおいそロングビーチ）は、神奈川県中郡大磯町の大磯プリンスホテルに併設している、屋外プールを主としたレジャー施設である。

## 解説
『海岸沿いの巨大プール』という西武グループの2代目・堤義明の早稲田大学時代の論文を基に1957年に開業した。波のプール・流れるプール・ダイビングプール・室内競泳プール（25m・50m）・子供用プール・ウォータースライダー・フローライダー（2011年は節電により営業中止、2012年よりキッズウォーターパラダイスとしてリニューアルオープンする）などを有する。
プール以外では、ボウリングセンター・ゴルフコース・フットサルコート・テニスコートなどの施設がある。
テレビ番組の撮影に利用されることが多く、フジテレビ系列のアイドル水泳大会『オールスター紅白水泳大会』の収録が行われたり、1990年代後半以降もダイビングプールの高さ10mの飛び込み台がタレントの罰ゲームとして使用されている。2005年にはFMヨコハマとのタイアップにより8月中の日曜日に大磯ロングビーチより公開番組が放送された。2011年には、7月18日 - 22日の一週間「キャッチオブサマー」の公開生放送が行われた。
駐車場が広大でかつ全て舗装されているため、プールのシーズンオフに自動車やオートバイの展示会や試乗会、オフラインミーティングの会場として使われることも多く、中でも有名なのは日本自動車輸入組合の主催によるマスメディア向けの輸入車合同試乗会である。これは主に自動車専門雑誌や自動車ジャーナリストを対象にしたもので一般の入場はできないが、毎年5月に一般でも入場できる「湘南輸入車ショー」が行われている。
1990年代前半には毎年、7月20日前後に小谷実可子のシンクロナイズドスイミングのショーが催されていた。また、2003年頃にはglobeのKEIKOがCMに出演。
2019年、開業以来初となるマスコットキャラクター「ロンビーくん」が誕生（509点の公募から4月に決定）。

## 大磯プリンスホテル
併設されている大磯プリンスホテルは、1964年東京オリンピックのヨット競技に参加する各国選手が宿泊するための選手村として建設され、1964年（昭和39年）7月14日に内山岩太郎神奈川県知事も出席しての完成記念式典が開催されてオープンした。

## キャンペーンガール
| - 1979 - 1981年 アグネス・ラム - 1982年 トリー・メンドーサ - 1983年 マリア・ヤマムラ - 1984年 木原光知子 - 1985 - 1986年 フローレンス芳賀 - 1987年 キャリー・キャンベル - 1988年 ヒロコ・グレース - 1989年 シボーン・オハロウ - 1990年 マリア・ロブソン - 1991年 相沢なほこ - 1992年 及川麻衣 - 1993年 かいしのぶ | - 1994年 沼倉絵里子 - 1995年 木内あきら - 1996年 山田裕子 - 1997年 山田まりや - 1998年 柳明日香 - 1999年 佐藤江梨子 - 2000年 坂井優美 - 2001年 佐藤江梨子 - 2002年 小野愛 - 2003年 浮田久重・小林恵美・星本香・本宮純子 - 2012年 アイドリング!!! - 2013年 佐々木もよこ、MIKU、遠野るん |